# エッチュウバイ
エッチュウバイ（Buccinum striatissimum Sowerby,1899）は、エゾバイ科エゾバイ属の巻貝。

## 分布
北陸から山陰にかけての日本海に生息するが、和名に反して越中には分布しない。分布しない地域では代わりに近似種のカガバイが見られる。

## 形態
殻高12センチ、殻径7センチ。殻は比較的厚く、螺層は8階でよく膨らむ。殻表は白色で、淡黄色の殻皮に覆われる。縫合は深くくびれるため、直下では少し平らになる。殻表にはきわめて細かい螺糸が密に分布し、成長脈と交わって布目状となる。殻口外唇は厚くなり、外側に反転する。内側は白色。

## 生態
水深200 - 500メートルの細砂泥に生息。

## 人との関わり
食用にして美味。冬にバイ籠（ツブ籠）という罠を沈めて漁獲する。
市場名でバイと言えば本種の他オオエッチュウバイなども含まれる。また、エゾボラモドキをエッチュウバイと呼ぶ地域もある。